# Hinrich Nissen
Joachim Hans Hinrich Nissen (* 1862 in Heiligenhafen; † 1943 in Hamburg) war ein deutscher Schiffsoffizier der Hamburger Laeisz-Reederei. Mit Robert Hilgendorf und Jürgen Jürs zählt er zu den berühmtesten Segelschiffskapitänen und Kap Hoorniers.

## Leben
Nissen lernte als Schiffsjunge, 15-jährig, bei seinem Vater Christian Nissen, Eigner und Kapitän, auf der Galeasse Dorothea. 1890 erwarb er sein Diplom an der Navigationsschule in Altona.
Seine Laufbahn bei der Hamburger Reederei F. Laeisz begann 1892 als Schiffsoffizier auf der Bark Plus, einer extrem schnellen Dreimastbark, die 1885 als letztes Eisenschiff in die Laeisz-Flotte gekommen war.
Kapitän war er auf dem Dreimast-Vollschiff Parchim (1897), der Viermastbark Pisagua (1901) und der Viermastbark Pitlochry (1902/03). Unter seiner Schiffsführung schaffte die Pitlochry als einer der wenigen Großsegler die Reise vom Ärmelkanal nach Valparaíso in 58 Tagen (1902).
1903–1909 führte er die legendäre Fünfmastbark Potosi. Nissen unternahm zehn Seereisen nach Südamerika. Die Potosi war das wirtschaftlich erfolgreichste Segelschiff der Reederei. Von 1895 bis 1914 absolvierte es 28 Reisen unter der Reedereiflagge Laeisz.

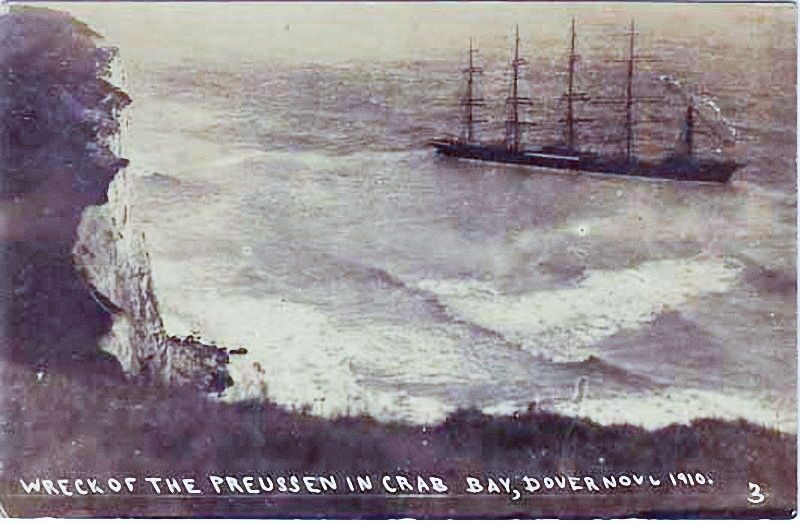
Gestrandete Preußen

1909/10 befehligte er das Fünfmast-Vollschiff Preußen. Die Preußen, das seinerzeit größte Segelschiff der Welt, war zugleich auch eines der schnellsten, was ihr zum Verhängnis wurde. Am 6. November 1910 unterschätzte im Ärmelkanal der Kapitän des britischen Postdampfers Brighton die Geschwindigkeit des Seglers und kreuzte entgegen den Vorschriften vor dessen Bug, so dass es zu einem Zusammenstoß kam. Versuche, die havarierte Preußen mit Schlepperhilfe in den Hafen von Dover zu bringen, misslangen, weil bei aufkommendem Sturm die Schlepptrossen brachen. Auch scheiterten alle Bemühungen der Besatzungen, das Schiff doch noch selbständig freizusegeln, so dass es vor die Klippen von Dover trieb und dort strandete. Es gab keine Todesopfer unter der Besatzung, die Preußen aber wurde ein Totalverlust; die wertvolle Ladung konnte größtenteils geborgen werden.
Nissens nächstes Kommando war das der Viermastbark Peking, die 1911 für F. Laeisz in Hamburg gebaut worden war und bald einen legendären Ruf für ihre Geschwindigkeit und Zuverlässigkeit erlangen sollte. Nissen übernahm das Schiff im Juni desselben Jahres zur Jungfernfahrt von Hamburg nach Valparaiso (Chile). Es folgten ertragreiche Fahrten auf der Salpeter-Route um Kap Hoorn zu den Häfen an Südamerikas Westküste (Valparaiso, Taltal, Talcahuano, Iquique, Mejillones). Von diesen Städten kehrte die Peking jeweils zu ihrem Heimathafen Hamburg zurück.
1914 führte Nissen die Viermastbark Perkeo, die jedoch, aus New York kommend, kurz nach Kriegsbeginn im Ärmelkanal von Großbritannien aufgebracht und beschlagnahmt wurde. Die Besatzung wurde interniert, Nissen verbrachte die Jahre 1916–1920 auf der Isle of Man. Zur Zeit der Weimarer Republik befehligte er die Viermastbarken Parma (1923/24) und Pamir (1924/25). Mit 61 Jahren brachte er die Pamir von Genua nach Hamburg zurück. Nach Reparatur und Modernisierung ging sie mit ihm wieder auf Südamerika-Fahrt. Er beendete 1926 seine einzigartige Laufbahn und blieb an Land. Den 17-jährigen Ruhestand verlebte er in Hamburg.